# Třída Murasame (1958)
Třída Murasame byla lodní třída torpédoborců Japonských námořních sil sebeobrany. Skládala se ze tří jednotek, sloužících v letech 1959–1988. V letech 1984–1985 byly všechny torpédoborce upraveny na pomocné lodě. V letech 1987–1988 byly vyřazeny.

## Stavba
Celkem byly v letech 1957–1959 postaveny tři jednotky této třídy.
Jednotky třídy Murasame:
| Jméno             | Založení kýlu     | Spuštěna          | Vstup do služby   | Status                                                                       |
| ----------------- | ----------------- | ----------------- | ----------------- | ---------------------------------------------------------------------------- |
| Murasame (DD-107) | 16. prosince 1957 | 31. července 1958 | 28. února 1959    | od roku 30. března 1984 pomocná loď (AU-7006), vyřazen 23. března 1988       |
| Júdači (DD-108)   | 16. prosince 1957 | 31. července 1958 | 25. března 1959   | od 30. března 30. března 1984 pomocná loď (AU-7007), vyřazen 24. března 1987 |
| Harusame (DD-109) | 17. června 1958   | 18. června 1959   | 15. prosince 1959 | od 5. března 1985 pomocná loď (AU-7009), vyřazen 31. května 1989             |

## Konstrukce

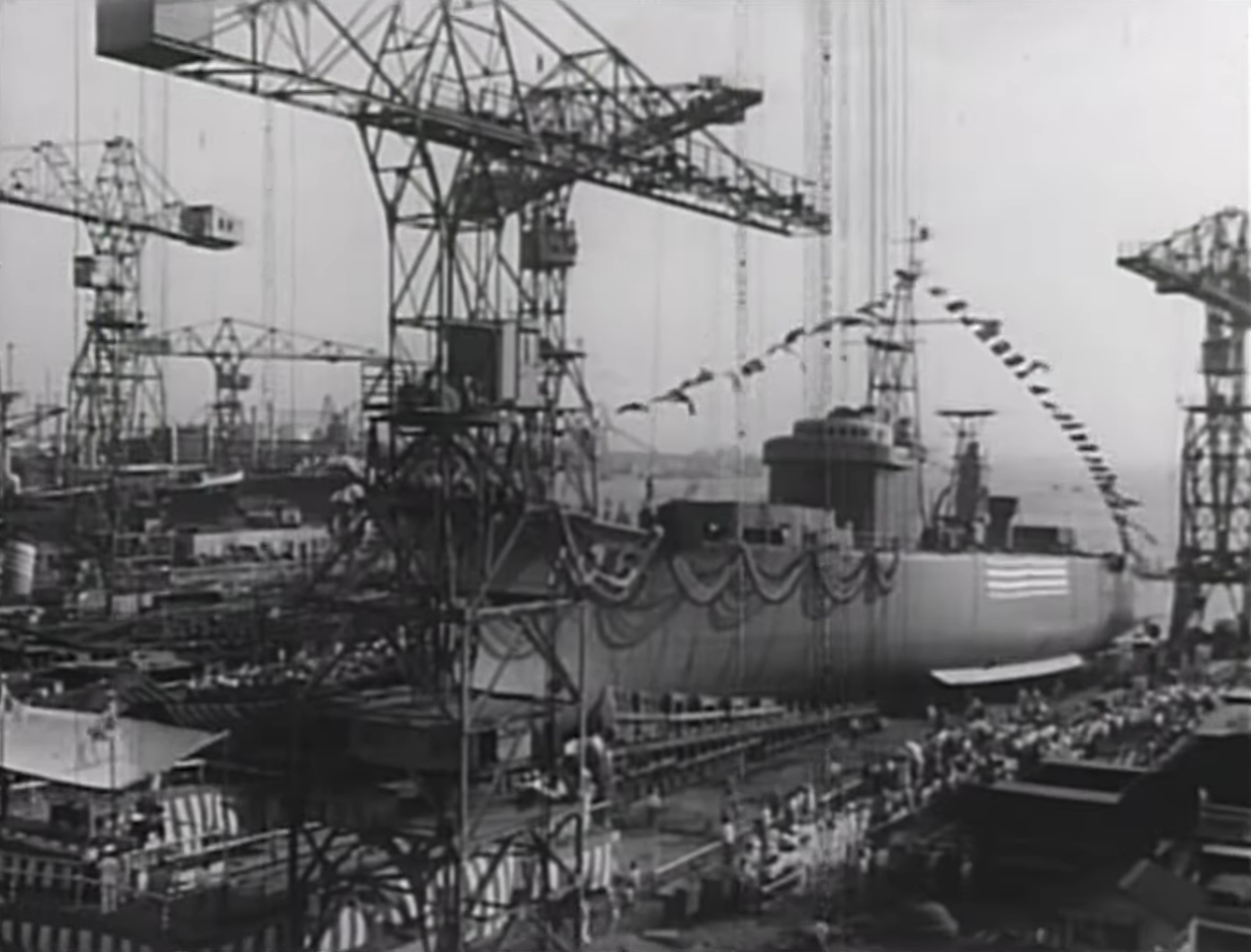
Júdači (DD-108) během stavby

Plavidla byla koncipována jako protiletadlové torpédoborce. Hlavní výzbrojí byly tři americké 127mm kanóny Mk 39 s délkou hlavně 54 ráží v jednohlavňových věžích. Tyto kanóny byly sejmuty z letadlových lodí třídy Midway. Dále nesly čtyři 76,2mm kanóny Mk 33 s délkou hlavně 50 ráží ve dvoudělových věžích. Protiponorkovou výzbroj tvořil jeden salvový vrhač hlubinných pum Hedgehog, dva protiponorkové torpédomety a dva klasické vrhače hlubinných pum. Detekci ponorek zajišťoval trupový sonar SQS-29. Pohonný systém tvořily dva kotle a dvě převodové turbíny o výkonu 30 000 shp, pohánějících dva lodní šrouby. Nejvyšší rychlost dosahovala 30 uzlů.

### Modernizace
Roku 1968 byl torpédoborec Harusame vybaven vlečným sonarem OQA-1. V letech 1975 byla z Murasame demontována protiponorková výzbroj, kterou nahradily dva trojhlavňové 324mm torpédomety. Stejně byl roku 1979 upraven torpédoborec Harusame.